# باکاری سیسوکو
باکاری سیسوکو (انگلیسی: Bakary Sissoko؛ زادهٔ ۱۱ ژانویهٔ ۱۹۹۸) بازیکن فوتبال است.
از باشگاه‌هایی که در آن بازی کرده‌است می‌توان به باشگاه فوتبال تروا اشاره کرد.